# Parafia św. Mikołaja w Mycielinie
Parafia św. Mikołaja w Mycielinie – parafia rzymskokatolicka, terytorialnie i administracyjnie należąca do diecezji zielonogórsko-gorzowskiej, do dekanatu Szprotawa. W parafii posługują księża diecezjalni.